# کینگس بی
کینگس بی (انگلیسی: Kings Bay) شرکت دولتی زیرساخت نروژی است، که در سال ۱۹۱۶ تأسیس شد.